# Етновир
Етнови́р — щорічний міжнародний фестиваль фольклору, що відбувається під егідою Міжнародної ради організацій фестивалів фольклору і традиційних мистецтв (фр. Conseil international des organisations de festivals de folklore et d'arts traditionnels, CIOFF) при ЮНЕСКО та Міжнародної Організації Народної Творчості (IOV). Організатором дійства є Громадська організація «Етновир» за підтримки Львівської міської ради та компанії «Дік-Арт». Фестивальні виступи відбуваються в центральній частині міста Львова від 2008 року, під час святкувань Дня Незалежності України.

## Етновир-2008
«Етновир-2008» відбувався на площі Ринок, проспекті Свободи та у Шевченківському гаю з 20 по 23 серпня 2008 року. 20 серпня відбувся парад учасників, відкриття фестивалю і концерт на площі Ринок. 21 і 22 серпня на площі Ринок виступали українські фольклорні колективи, а у Шевченківському гаю на сцені відбувався безперервний концерт учасників, а на галявині біля церкви — ярмарок народних ремесел. 23 серпня відбувся парад учасників «Етновиру-2008», а також запуск повітряних кульок на площі Ринок.
У «Етновирі-2008» взяли участь такі закордонні учасники:
- Польща — Фольклорний колектив «Живченє»
- Мексика — Мексиканський традиційний оркестр «Тсасна»
- Мартиніка — Колектив «Пом Канель»
- Ізраїль — Фольклорний танцювальний колектив «Джаффра»
- Індія — Помпі Пауль
- Чехія — Валашський ансамбль «Кашава»
- Турецька Республіка Північного Кіпру, Молодіжна організація фольклорно-танцювального колективу «Нікосія»
- Кот-д'Івуар — Колектив «Боя стар»

## Етновир-2009

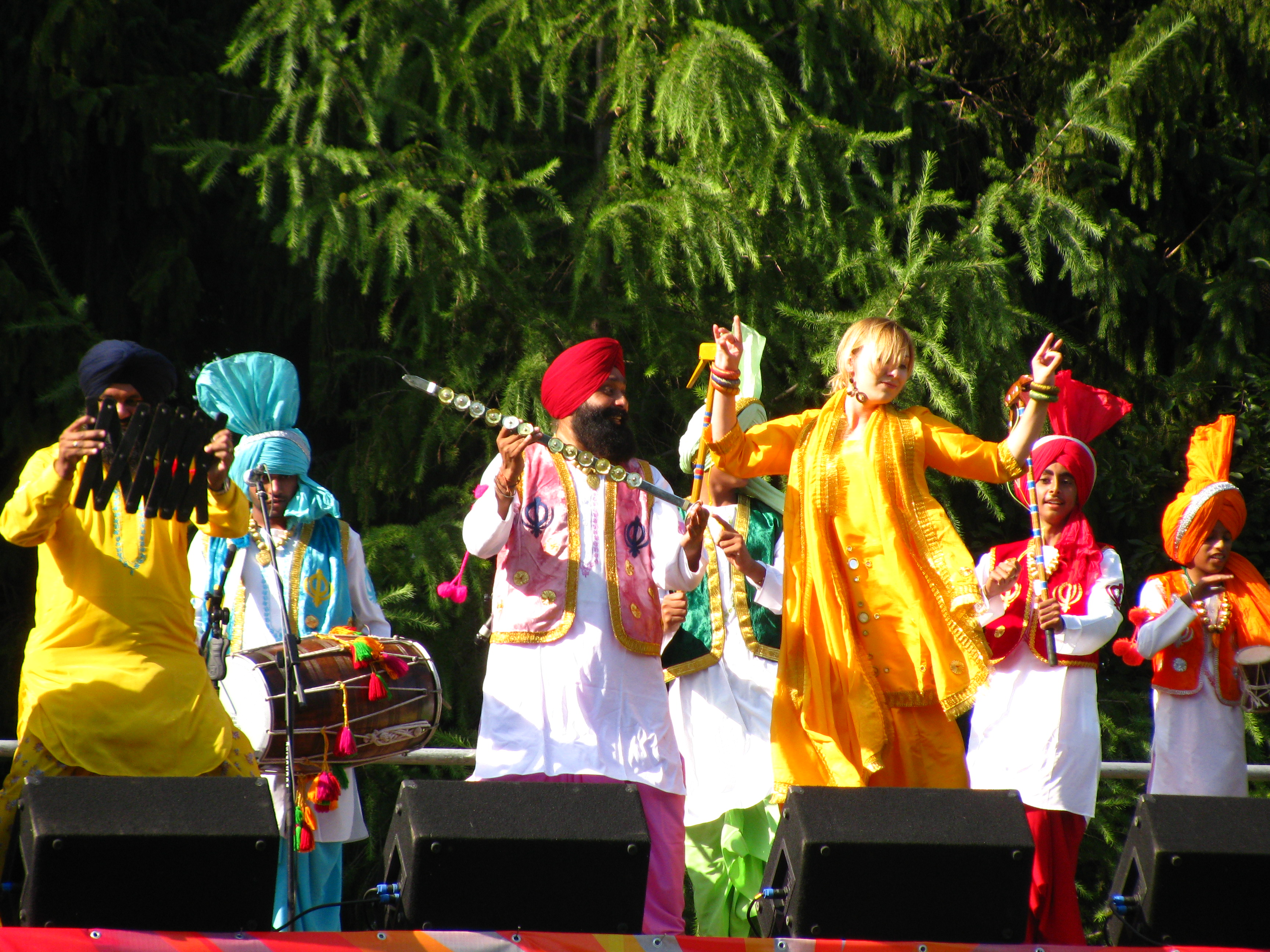
Етновир-2009. Виступ фольклорного ансамблю «Рunjab» (Індія)

«Етновир-2009» проходив з 20 по 24 серпня 2009 року у Львові та Трускавці. 20 серпня відбувся парад учасників фестивалю «Етновир-2009» та концерт на площі Ринок у Львові. 21 серпня у Шевченківському гаю на сцені відбувався безперервний концерт учасників, а на галявині біля церкви — ярмарок народних ремесел, увечері відбувся концерт на площі Ринок. 22 серпня учасники Етновиру-2009 були на прийомі у міського голови Львова Андрія Садового; відбувся парад учасників вулицями Львова та гала-концерт у Львівській опері. 24 серпня відбувся гала-концерт фестивалю у Трускавці.
У «Етновирі-2009» взяли участь такі закордонні учасники:
- Індія — Фольклорний ансамбль «Punjab»;
- Польща — Ансамбль пісні і танцю «Ziemia Cieszyńska»[3];
- Північна Македонія — Фольклорний танцювальний колектив «Ilinden»[4].

## Етновир-2010

Учасники Міжнародного Фольклорного Фестивалю «Етновир-2010»

ІІІ Міжнародний Фольклорний Фестиваль «Етновир», який відбувався 20-23 серпня 2010 року у Львові. Традиційно «Етновир» розпочався 20 серпня із марш-параду колективів-учасників центральними вулицями Львова, який супроводжувала велика кількість львів'ян та гостей міста. Учасники фестивалю завершили марш-парад на головній сцені фестивалю та урочисто відрили «Етновир» разом із чисельними глядачами, які заповнили площу Ринок. У «Етновирі-2010» взяли участь наступні танцювальні колективи:
- Індонезія — Фольклорний колектив «Trisakti»;
- Польща — Фольклорний ансамбль пісні та танцю «Siemianowice»[5];
- Португалія — Фольклорний колектив пісні і танцю «Grupo Folclórico e Cultural Danças e Cantares de Carreço»[6];
- Бразилія — Український фольклорний ансамбль «Калина» з міста Уніао-да-Віторія, Бразилія[7]
- Чехія — Фольклорний колектив «Gaudeamus»[8];
- Іспанія — Колектив пісні та танцю «Elai-Alai»;
- Україна — Народний ансамбль танцю «Полонина», Заслужений ансамбль танцю України «Юність».

Спонсором фестивалю виступила компанія «AirBaltic», завдяки якій гості святкування мали можливість виграти квитки на політ у будь-яку частину світу, а партнером фестивалю виступила молочна компанія «Галичина».

## Етновир-2011
IV Міжнародний фестиваль фольклору «Етновир», який відбувався 20-24 серпня 2011 року на площі Ринок у Львові, закрутив у фольклорному вирі найвідоміші та найколоритніші колективи за чотирирічну історію фестивалю. За цей час на головній сцені «Етновиру-2011» виступили колективи з семи країн світу, зокрема:

Фестиваль «Етновир-2011»: виступ фольклорного колективу з Бурунді

- Італія — Фольклорний ансамбль прапороносців «Gruppo Storico e Sbandieratori Città di Castiglion Fiorentino»[10];
- Франція — Ансамбль народних танцюристів «Lous de Bazats»;
- Франція (Північна Країна Басків) — колектив «Arrola Dantza Taldea»[11];
- Бурунді — Фольклорний колектив «Burundi Sacred Drums»;
- Канада — Український танцювальний ансамбль «Розмай», Український ансамбль народного танцю «Таврія»[12];
- Велика Британія — Танцювальний колектив «Косарі»;
- Німеччина — Оркестр «Blasorchester Schott Jena»[13];
- Україна — Заслужений вокально-хореографічний ансамбль «Галичина» (Львів); дитячий вокально-хореографічний ансамбль «Веселі черевички» (Львів)[14]; етно-колектив «Дивина» (Донецьк).

Фестиваль вже набув статусу найбільшого фольклорного фестивалю України і доводить це з кожним роком додаючи у програму ще більше вражаючих складових. Так цього року, окрім традиційного марш-параду центральною частиною міста, яким відкривається фестиваль, та гала-концерту, було представлено Кухню народів світу та Міжнародний чемпіонат з «живих шахів» на площі Ринок.
Кожен колектив, окрім фольклору представить гостям фестивалю ще й кухню своєї країни.
На площі Ринок можна було спробувати італійські, африканські, французькі, українські та страви. Також вперше на фестивалі було влаштовано Міжнародний чемпіонат з «живих шахів» — у ТРЦ King Cross Leopolis було встановлено велику шахову дошку, де колективи змагалися за перемогу, а усі гості фестивалю вболівали та спостерігали за цим незвичним дійством.
Фестиваль закінчився святковим концертом усіх колективів-учасників з нагоди відзначення 20-ї річниці незалежності України у ТРЦ King Cross Leopolis.

## Етновир-2012
Ювілейний V Міжнародний фестиваль фольклору «Етновир» відзначився найбільшою кількістю глядачів. Розпочався фестивальний день марш-парадом колективів центральною частиною міста, який супроводжувала велика кількість львів'ян та гостей міста. Яскравий парад завершився на головній сцені фестивалю на Площі ринок, де учасників колективів відзначили нагородами найбільшого фольклорного фестивалю України «Етновир».
Гала-концерт, що зібрав, без перебільшення, аншлаг на площі Ринок, зупинила злива, що раптово зібралась над Львовом. Але навіть вона не змогла зірвати завершальну частину концерту! Вже менш ніж за півгодини стихія вгамувалась, а глядачі зібрались за лічені хвилини, адже на сцені ще не всі країни представили свої найяскравіші танці.
Традиційно закриття фестивалю відбулось виконанням українського аркану — Туреччина, Іспанія, Азербайджан, Польща, Білорусь та Україна об'єднались в один спільний танець з нагоди закриття V Міжнародного фестивалю фольклору «Етновир». Усі учасники колективів усіх країн протягом 5-ти днів фестивалю вивчали цей танець, щоб виконати його для глядачів «Етновир». Всього 5-ти денний фестиваль відвідало 75 000 осіб.

## Етновир-2013
VI Міжнародний Фольклорний Фестиваль «Етновир», який повинен був відбутися 21-25 серпня 2013 року у Львові, відмінено!

## Етновир-2016

Учасники Міжнародного фольклорного фестивалю «Етновир-2016»: Україна, Польща

Учасники Міжнародного фольклорного фестивалю «Етновир-2016»: Сербія, Індія, Чехія

VI Міжнародний Фольклорний Фестиваль «Етновир», який відбувався 24-28 серпня 2016 року у Львові. Традиційно «Етновир» розпочався 24 серпня із марш-параду колективів-учасників центральними вулицями Львова. Із площі Музейної вони рушили вулицею Івана Федорова, пройшлися площею Ринок та завершили марш-парад на головній сцені фестивалю та урочисто відрили «Етновир» разом із чисельними глядачами, які заповнили площу Ринок. Крім традиційного марш-параду центральною частиною міста, яким відкривався фестиваль, та гала-концерту, було представлено Кухню народів світу або кожний охочий міг скуштувати будь-яку з країн-учасниць «на смак». Тут був і польський журек, і сербські чевапчичі, і чеські кнедлики, і індійська расгулла, і звичайно, традиційні страви української кухні.
Далі відбувся концерт за участю колективів:
- Польща — ансамбль пісні і танцю «Ziemia Myślenicka»[15], лемківський фольк-ансамбль «Serencza»[16];
- Сербія — ансамбль «Nikola Tesla»[17];
- Чехія — ансамбль «Handrlák»[18];
- Індія — ансамбль «Panghat»;
- Україна — Заслужений вокально-хореографічний ансамбль України «Галичина», Народний вокально-хореографічний ансамбль «Викрутасики», Народний ансамбль пісні і танцю «Лемковина», дитячий театр танцю «Левеня», театр танцю «Ескада», фольк-бенд «Бурдон».

Паралельно з дійством на площі Ринок, на другій сцені, що встановлена на сусідній площі Музейній, усі п'ять днів відбувалися виступи оркестрів країн-учасниць фестивалю.
Закриття фестивалю відбулося 28 серпня марш-парадом вулицями центральної частини Львова, від Площі Музейної до сцени фестивалю на площі Ринок, де відбувся фінальний гала-концерт учасників фестивалю «Етновир-2016». Закриття VI Міжнародного фестивалю фольклору «Етновир» традиційно відбулося виконанням старовинного українського танцю «Аркан» всіма учасниками фестивалю, як на сцені, так і на майданчику перед сценою. Так в одному танці зійшлися представники танцювальних колективів України, Польщі, Сербії, Чехії та Індії.
Наступний, VII Міжнародний фестиваль фольклору «Етновир» відбудеться 24-27 серпня 2017 року.

## Галерея

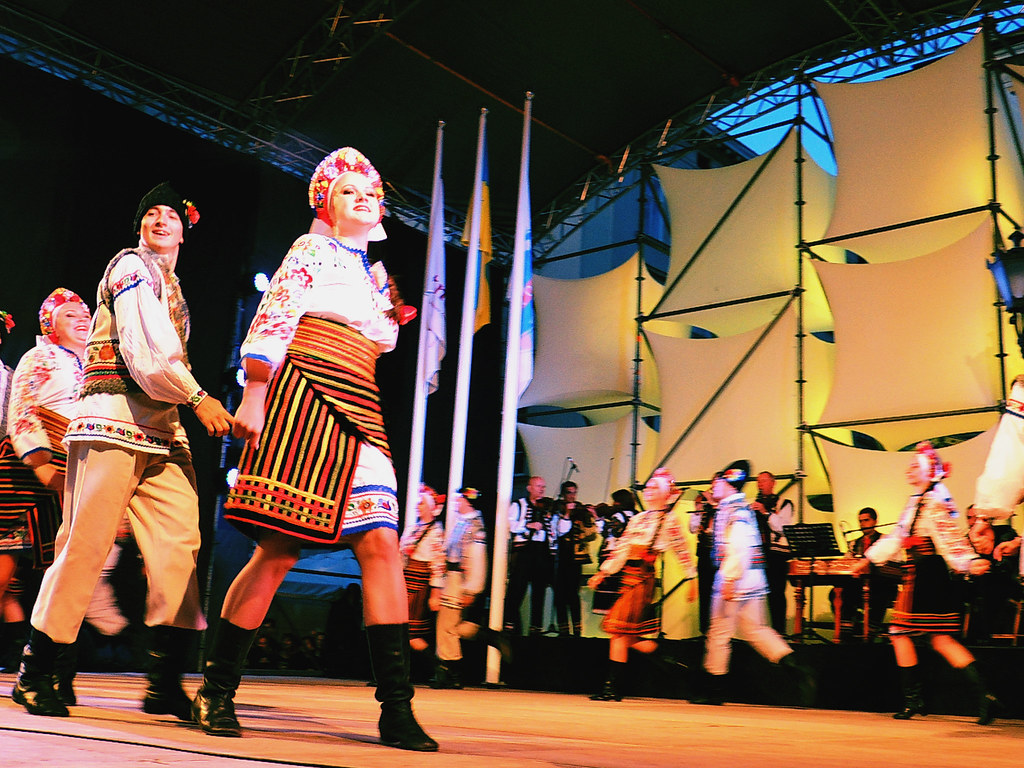
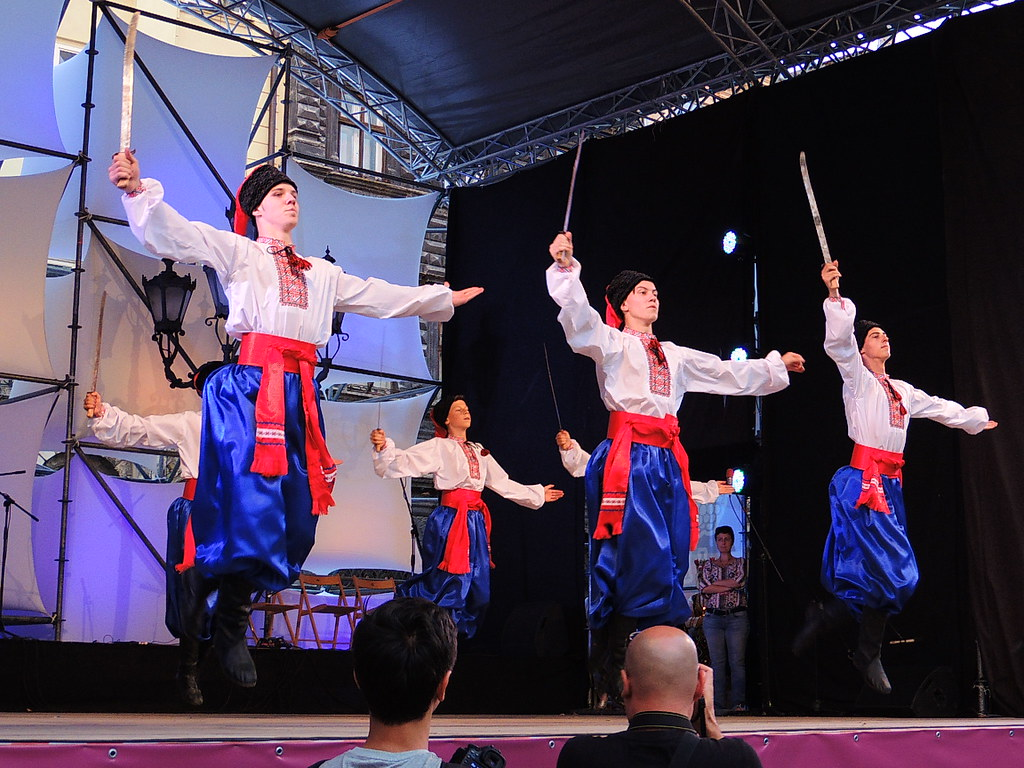
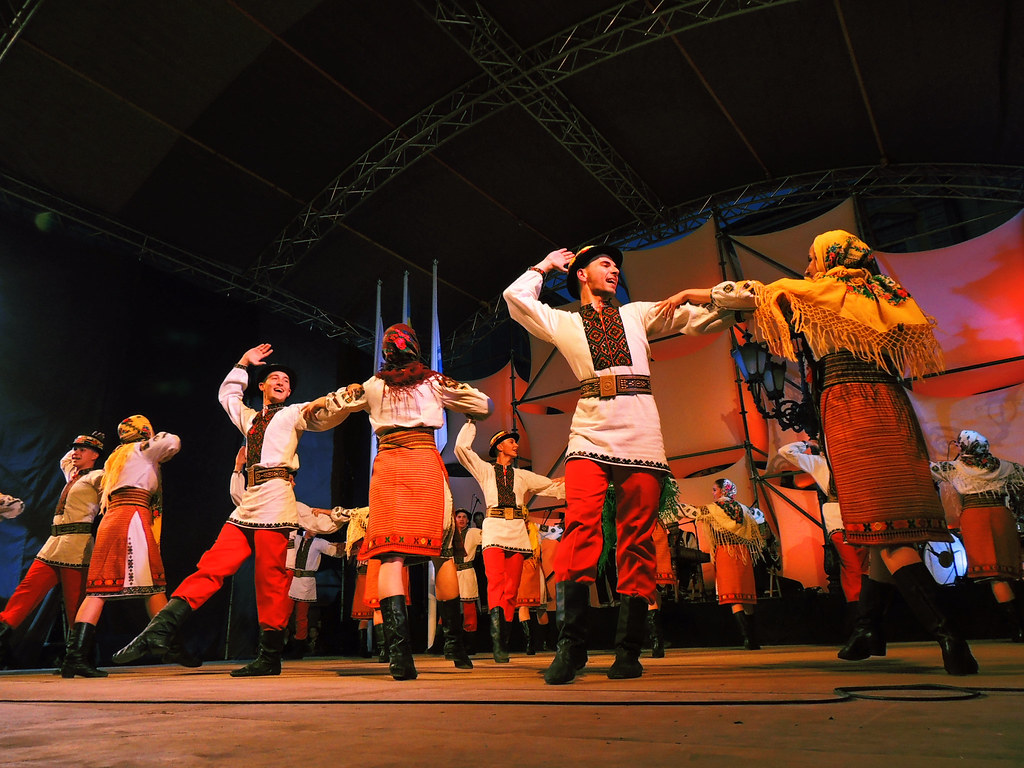
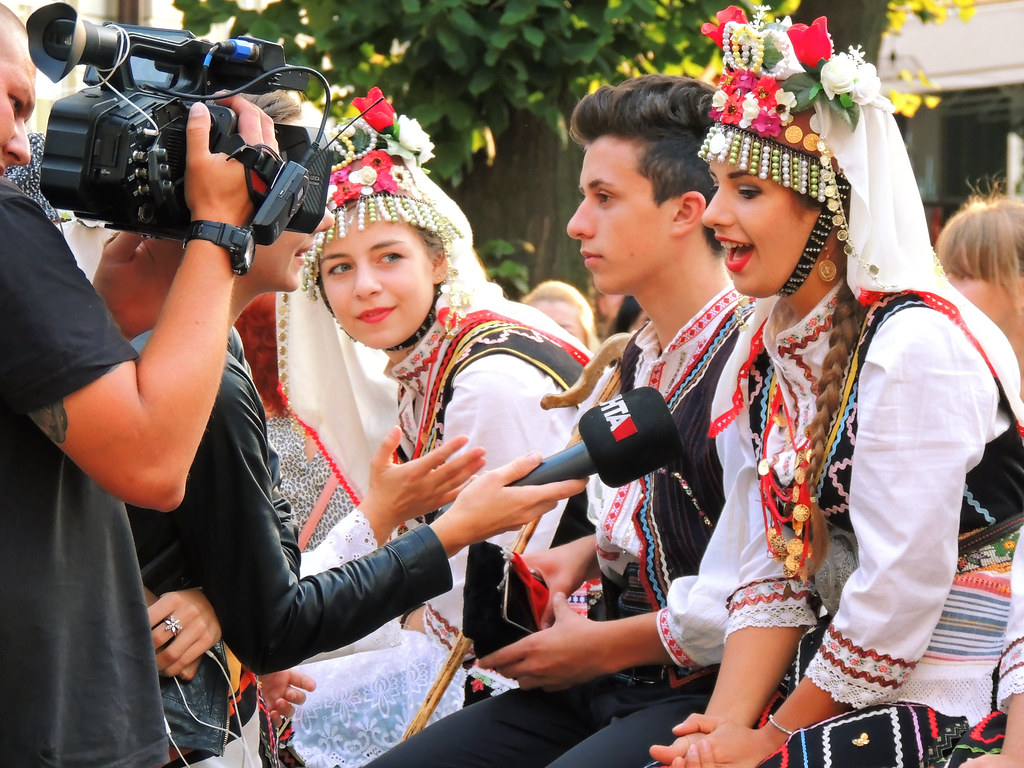
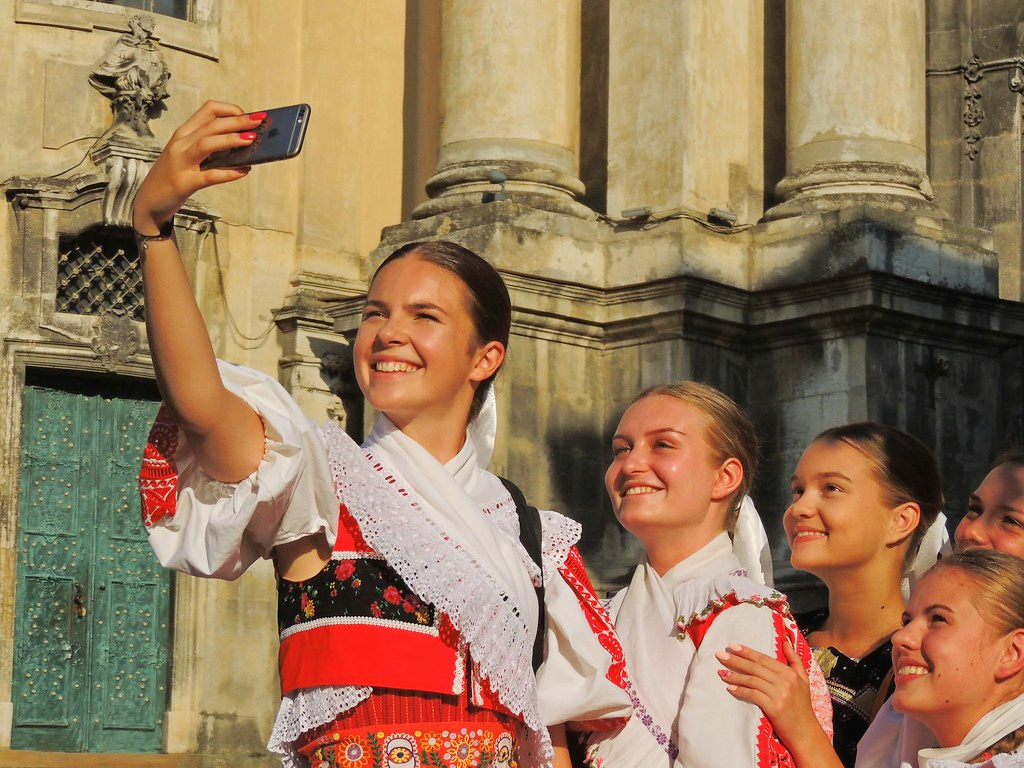
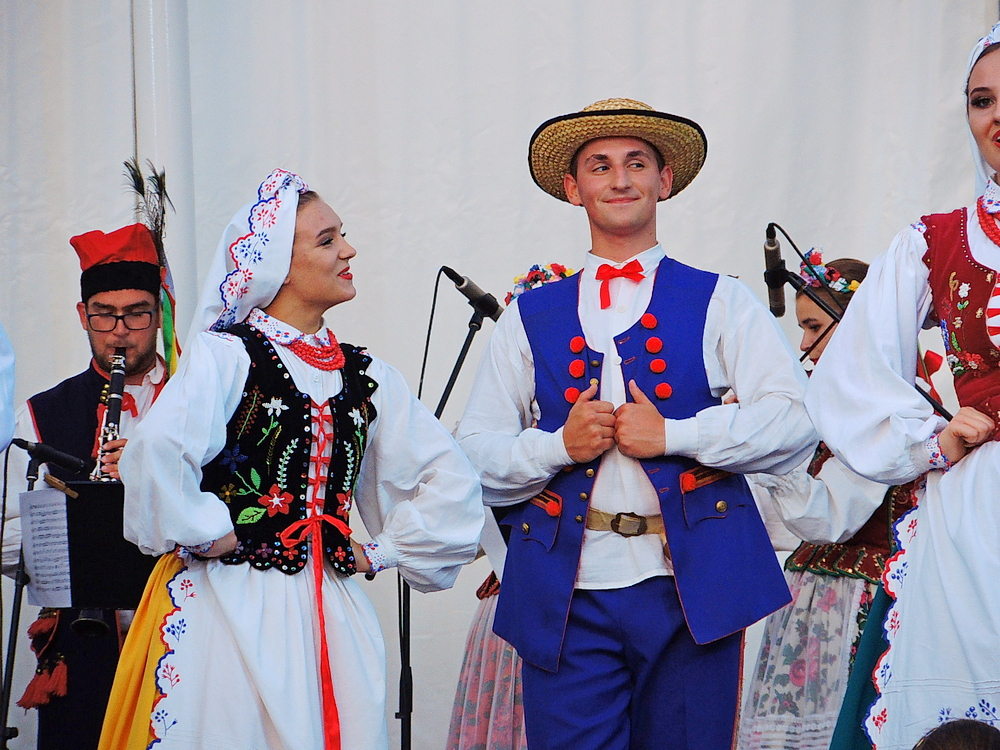

## Фестивалі Львова організовані компанією «Дік-Арт»
- VI Міське Свято Пампуха [Архівовано 30 жовтня 2012 у Wayback Machine.]
- VI Національне Свято Шоколаду [Архівовано 8 січня 2013 у Wayback Machine.]
- III Фестиваль писанок у Львові [Архівовано 9 січня 2013 у Wayback Machine.]
- ІІІ Міський фестиваль Пива [Архівовано 30 грудня 2012 у Wayback Machine.]
- VI Міське свято «День Батяра у Львові» [Архівовано 24 січня 2013 у Wayback Machine.]
- ІІ Гастрономічний фестиваль «Львів на тарілці» [Архівовано 9 травня 2013 у Wayback Machine.]
- VII Міське свято «На каву до Львова» [Архівовано 28 жовтня 2012 у Wayback Machine.]
- IV Міське свято Сиру і Вина [Архівовано 13 лютого 2013 у WebCite]